# ガスボーイズ
ガスボーイズ（GAS BOYS）は、日本のヒップホップグループ。
1988年結成、1991年に須永辰緒プロデュース作「キョーレツ オゲレツ レッツ ゲット イル!! 」でデビュー。スリーピースバンド、2MC・1DJ、というバンド構成で、後に「早過ぎたミクスチャーバンド」と呼ばれるスタイルを確立する。

## 概歴
- 1988年 千葉県柏にて小学校の同級生だった上杉圭佑、今井タカシにより結成。
- 1989年 CHIEKO BEAUTYと出会い[3]、東京進出。第3回DJ アンダーグラウンド No.1 コンテストに出場。DJバリK～ん、ギター男が加入。
- 1991年 須永辰緒プロデュースでミニ・アルバム「キョーレツ オゲレツ レッツゲットイル!!」でCDデビュー。
- 1992年 GAS BOYS Meets Cocobat「公衆ベンジョ。」発売。ビースティ・ボーイズ来日。CLUB CITTA'での公演でGAS BOYSが前座を務める[4]。この頃、武村国蔵をドラム、アジャをベースに迎え、バンド編成での活動開始。
- 1993年アルバム「バカ&シロート」[5]で日本コロムビアよりメジャー・デビュー。
- 1994年 アルバム「GAS」リリース。弟分グループ Gwashi がラップで初参加。
- 1995年 ポニーキャニオンに移籍しアルバム「三日月」発売（プロデューサー椎名謙介初参加。以後、すべての GAS BOYS作品に関わる）。
- 1996年 シングル「黄昏モード」ミニ・アルバム「Lights」リリース。
- 2001年 Rise From The Dead「Come On Sky feat. GAS BOYS」発売。
- 2002年 SHAKKAZOMBIE「四六時中 feat. GAS BOYS」発売。
- 2015年 恵比寿 頭バーでギター男追悼ライブ。RAGGA-G『ねこまっしぐら feat.GAS BOYS』リリース。
- 2022年 下北沢BASEMENTBARで「ギター男さん楽しい8回忌」開催。
- 2022年 大阪味園ユニバース「CHOICE41」[6]に出演。

## ディスコグラフィ

### アルバム
- 『バカ&シロート』（1993年）
- 『GAS』（1994年）
- 『三日月』（1996年）

### ミニ・アルバム
- 『キョーレツ オゲレツ レッツ ゲット イル!!』（1991年）
- 『Lights』（1996年）

### シングル
- 『公衆ベンジョ。』（1992年）
- 『黄昏モード』（1996年）

### オムニバス
- 『リズム・レーベル・コンピレーション　Vol.1 & Vol.2 』"今日もつるんでる”で参加（1992年）